# Філософія любові
Філософія любові — це галузь філософської антропології та етики, яка намагається пояснити природу любові. Філософське дослідження любові містить у собі завдання проведення відмінності між різними видами особистої любові, дослідження, чи любов існує і чи може вона бути виправданою, питаючи, що значення любові, і дослідження впливу любові на автономію як того, хто любить так і того, кого люблять.
Філософія любові — наука давня. Любов — вічна тема, до якої постійно зверталася людська думка. Це така ж важлива і складна філософська проблема, як сенс життя, людина, смерть і безсмертя. Є глибокий внутрішній зв'язок між філософією, думкою (логос) і любов'ю (філія), що отримало відображення в самому терміні «філософія», який буквально означає «любов до мудрості».
Простежуючи експлікацію любові в класичній і некласичній філософській думці, не можна було не відзначити багатогранність даної експлікації в залежності від культурного контексту. Любов по-різному трактується не тільки залежно від вчення конкретного філософа або конкретної епохи, але й залежно від культури різних країн. Це створює додаткові труднощі оптимістичним спробам вибудувати єдину об'єктивну, внутрішньо несуперечливу і всеохопну наукову концепцію любові. Людська любов — результат процесу еволюційного розвитку чуттєво-емоційної сфери, в чому значну роль зіграв ряд соціально-історичних і культурних чинників. Любов — виборче, вільне і разом з тим органічно примусове вираження природних і духовних глибин особистості. Виникає цей феномен з глибин несвідомого під впливом несвідомих спонукальних сил в певних ситуаціях, як найбільш прийнятне пояснення самому собі стану свого фізіологічного збудження. Філософська експлікація феномена любові пов'язана з неоднорідністю теоретичних основ любові. Любов слід відрізняти від закоханості, залежності, фізичного або психологічного завоювання. Наявність у психіці людини потреби або усвідомлення ним бажання любові, ще не означає здатності любити.

Червоне серце — символ любові

Відповідно сучасними дослідниками (філософами, богословами, культурологами, релігієзнавцяии) виділяються наступні галузі філософії любові:

## Розділи філософії любові
1. Онтологія любові
Саме поняття «онтологія любові» було введене німецьким мислителем Паулем Тілліхом у праці «Любов, сила, справедливість». З часом воно постало як розділ філософії любові, який займається дослідженням онтологічних питань (появи, сенсу, наслідків) стосовно ідеї любові. Фундаментальними проблемами онтології любові, які розроблювали мислителі впродовж історико-філософського дискурсу є такі: співвідношення любові та смерті, диференціація любові та часу, любові та справедливості, любові та ненависті, любові та страху тощо.
2. Гносеологія любові
Гносеологія любові — розділ філософії любові, який перш за все досліджує наступні проблеми пов'язані з ідеєю любові: а) розумність та нерозумність любові;
б) пізнаваність та непізнаваність любові;
в) диференціація любові та розуму (знання);
г) співвідношення любові та філософії (місце любові у житті філософа)
3. Герменевтика любові
4. Феноменологія любові
5. Семіотика любові
6. Метафізика любові
7. Риторика та логіка любові

## Історія філософських роздумів про любов: європейський контекст
В історико-філософській традиції існує багато різних теорій, які намагаються пояснити, що таке любов, і які функції вона виконує як у світі так і в житті кожної людини. Було б дуже важко пояснити любов до певної людини, яка б сама не відчувала любов або була б коханою. Насправді б, такій людині любов, здавалося б досить дивною.
Антична філософія любові
Ідея любові як першооснови буття виникла ще за доби досократиків. Адже, загальновідомо, що ці мислителі розвивали свої філософські думки задля того, аби відшукати архе (αρχη), яке вони вбачали не лише в природному (вода, повітря, вогонь, апейрон), але й у вічному, в Любові.
Першим, хто висловив думку, що все суще існує завдяки любові, був вчитель Піфагора — давньогрецький філософ Ферекід. Так, за свідченням неоплатоніка Прокла, Ферекід наголошує: лише завдяки любові (ερως), було можливо створення світу (космосу). Сам же Піфагор, підтримуючи думку свою наставника, наголошує, що тільки любов'ю (але як φιλια) пов'язані небо і земля, тому йменується цей світ упорядкованим (тобто космосом). Інший же досократик, представник елейської школи, Парменід вважав ерос онтологічним принципом, таким, що з нього все починалось.
Натурфілософ Емпедокл так розвиває своє вчення про любов: світ складається не лише з чотирьох стихій, він ще керується всесвітнім законом — двома силами, Любов'ю та Ворожнечею: «В один час, Любов'ю поєднується все воєдино, а з часом, ворожнечею, все несеться врізнобіч. Коли перемагає Любов, то всі стихії поєднуються і світ стає як єдиний Сфайрос, куля. Але в якийсь момент перемагає Ворожнеча. Елементи роз'єднуються, і виникає множинність речей. Але потім знову з'являється Любов, вона починає все поєднувати у цілісну картину. Проте, наш світ, а якому ми живемо — це той світ, який формується на третьому етапі, який позначений безпосередньо часом керування Любові. Тому, Емпедокл, погоджується в цьому плані з усіма попередніми йому досократиками, а в першу чергу з Парменідом».
Після доби досократиків розмисли про любов як першооснову буття перейшли безпосередньо на рефлексії, що є любов'ю, а також які її атрибути. Потрібно наголосити на тому, що ідея любові як першооснова буття пройшла червоною ниткою скрізь весь історико-філософський дискурс, навіть до сьогодні. Варто зазначити, що внаслідок антропологічного перевороту в античній філософії, вчиненого Сократом, безперечно роздуми про любов велись вже більше в руслі людського буття.
Так, Сократ в платонівському діалозі «Федр» наголошує, що любов — це особливого роду хвороба. Адже, як при хворобі людина змінює досить істотно свою свідомість, так і в любові. Але якщо під час хвороби людина по-особливому починає думати про свій стан, то в любові людина забуває себе і з'акцентовується на предметі любові, тобто на того, кого любить.
Саме вчитель Платона вперше в історії філософії робить класифікацію людської любові, яка досить істотно вплинула на історію філософської думки. Так, в діалозі «Евтифрон» він ділить любов на «любов по тілу» і «любов по душі». Давньогрецький філософ зауважує, що: «любов по тілу — швидкоплинна, тоді як любов душевна триває доти, доки ти прагнеш досконалості».
Пізніше неоплатонік Плотін зауважував, що «предмети чуттєвої любові темні та шкідливі, адже це любов лише до то, що ми бачимо, і що вони мінливі, оскільки вони й і не є істинним предметом любові, не є нашим благом, і не те, що ми шукаємо. Справжній же предмет любові знаходиться там, з чим і потрібно поєднатися тому, хто його сприйняв та дійсно володіє їм і не лише охоплює його очима».
Потім, можна припустити думку, що голова каппадокійської школи Василій Великий використав цю класифікацію, зазначивши, що «оскільки людина складається з душі та тіла, то будемо любити людей: по душі, повчаючи і наставляючи, і будь-яким чином доводячи їх до розуміння світу і своєї сутності так і по тілу, допомагаючи їм, коли потребують в необхідному для життя».
Платон, продовжуючи роздуми свого вчителя Сократа щодо класифікації любові, наголошує, що існує три види любові: «Любов існує благородна в суворих душах, низька — в грішних душах, середня — в душах посередніх людей. Оскільки душа розумної людини буває трьох розрядів — добра, негідна та середня, звідси й видів любовного потягу — три. Краще за все про розрізнення цих трьох видів любові можна судити через відмінності їх предметів. Низька любов скерована лише на тіло і владарює в ній почуття задоволення, тому в ній є дещо плотське; предмет благородної любові — чиста душа, в якій цінується її потяг до чеснот, середня любов направлена як на тіло, так і на душу, оскільки її притягує як тіло, так і краса душі».
Можна припустити, що потім цю класифікацію за взірець візьме російський релігійний філософ В. Соловйов, який розрізняв: 1) низьку любов, яка більше дає, аніж отримує; 2) висхідна любов, яка більше отримує, але менше дає; 3) любов, в якій рівномірно розподілено те, що ми даємо і те, що ми отримуємо
Середньовічна філософія любові: патристика і схоластика
Особливість середньовічної філософії любові полягає в тому, що у своєму формуванні вона мала два джерела:
1) Біблія
2) Антична філософія
Сама Біблія навіть містить визначення що є любов'ю. Так, апостол Павло зазначає, що «любов — це виконання закону» (Рим. 10,8)
В патристичну епоху особливої уваги приділяється увага чотирьом видам любові: до особи протилежної статі, до ближнього, до ворога, до Бога.
Варто підкреслити, що існує відмінність розуміння західної та східної патристики основи людської любові.
Так, східна патристика (зокрема, в особі Іоанна Лествічника та Григорія Нісського) зауважує, що основа людської любові полягає в любові до особи протилежної статі, тоді як західна патристика (в особі Августина Аврелія) наголошує на тому, що основою людської любові є виключно любов до Бога.
Найвідоміші представники схоластичної філософії любові є Ріхард Сен-Вікторський, П'єр Абеляр та Бернар Клервосський.
Так, зокрема Ріхард Сен-Вікторський у праці «Чотири сходинки полум'яної любові» зазначає «я вражений любов'ю (charitas). Любов змушує мене говорити про любов. З радістю я віддаюсь у рабство любові, тому що воно солодке. Надзвичайно втішно говорити про любов. Ось я бачу людей, які були поранені нею, інші ж — зв'язані нею, інші томлються — і все це через любов. Тому є чотири сходинки полум'яної любові: любов ранить, зв'язує, робить людину хворою, висушує її…»
Філософія любові доби Відродження
В добу Відродження філософські медитації стосовної ідеї любові ґрунтувались на фундаментальному ренесансі античної філософії любові та напрацювань середньовічних мислителів, що сприяло створенню неперевершеного погляду на ідею любові. Російський дослідник І. Нарський зазначає, що в добу Ренесансу «тема любові розквітла в умовах загального інтересу до всього земного і людського, що виходить з-під контролю церкви. Любов „повернула“ собі статус життєвої філософської категорії, який вона мала в античності у Емпедокла і Платона і який в добу середньовіччя перебував у релігійно-християнському контексті».
«Любов (caritas) — це міцний обруч, що скріплює світ у величну споруду, а людей у всезагальне братство», — до такого висновку приходить М. Фічіно у трактаті «Тлумачення на „Бенкет“ Платона». Італійський гуманіст вказує на три основні види любові, яким властива значна внутрішня розбіжність: любов рівних істот до нерівних, нижчих до вищих і вищих до нижчих. Інший визначний представник ренесансної філософії Д. Бруно в діалозі «Про героїчний ентузіазм» любов являє собою дещо відмінне від нераціонального пориву, прагнення до чогось звіриного та нерозумного; героїчна, палаюча пристрасть, яка надихає людину в його боротьбі до пізнання великих таємниць природи. Любов здатна, на думку Д. Бруно, укріплює людину стосовно зневажливого ставлення до страждань і страху смерті; вона кличе особистість на різноманітні подвиги: «любов — це все, і вона впливає на все, і про неї можна говорити все, їй можна приписувати абсолютно все». Д. Бруно бачить в любові всепроникаючу та космічну силу, яка робить людину непереможною. Людиною оволіває велике бажання бути частиною божественного..
Ідея любові у філософів Нового часу
Новочасна філософія любові представлена головним чином завдяки німецькій класичній філософії (І. Кант, Г. В. Ф. Гегель, І. Г. Фіхте, Л. Фойєрбах). Відомий російський філософ М. Лосський зазначає, що згідно з кантівською етикою, любов не може бути предметом бажання («воления») тому, що не залежить від нашої волі. Любов дійсно не є вчинком подібним до подачі милостині, який може бути поставлений волею і одразу ж виконаний. Оскільки любов не залежить від волі людини, то вона (любов) не здатна бути фундаментальним проявом моральності у людини.
Посткласична філософія любові
Постмодерна філософія любові
Позиція філософів-постмодерністів знаходиться в зіткненні з сучасними напрямами філософської антропології, що розвивають і продовжують класичні типи філософування. І якщо раніше навіть в рамках останніх любов вважалася абсолютно непідвладною людській волі і логічному аналізу, то сьогодні, навіть якщо любов і стає предметом серйозного дослідження, протистоять один одному вузькі фахівці, які занурені в масу фрагментарних даних і ретельного аналізу, то філософський синтез не просто корисний, — йому відводиться ключова роль. Сучасна цивілізація привносить нові (але не завжди найкращі) сімейні відносини, нові способи працювати, любити і жити. Найчастіше в умовах, коли поширеною стає думка, що «світ зійшов з розуму, люди вироджуються чи то в безстатевих, чи то в багатостатевих істот, і що є недалеким від „кінця світу“», про яке писав Ф Фукуяма.
У культурі постмодерну дискурс кохання тісно пов'язаний з дискурсом сексуальності, а поняття любові замінюється поняттям «любовна афера» або «лібертінаж». Культурна привілейоване становище любовних афер знаходиться в тісному зв'язку із змінами сексуальності після Другої світової війни, при цьому афера визначається орієнтованою на споживання дефініцією ідентичності як ряд можливостей вибору життєвого стилю. Піддається під сумнів екзистенційна серйозність романтичного уявлення про «велику любов», а положення любові в культурі постмодерну в цілому характеризується іронічним сприйняттям. В умовах, коли репродукція людини перестає бути пов'язаною з сексом, любов і сексуальний вибір стають формою ринкового вибору, сексуальна орієнтація також розглядається як вільний вибір споживача, а любов проголошується неекономічною (Н. Больц). У той же час висловлюється недовіра щодо сексуального звільнення (Ж. Бодріяра). Підкреслюються культурні суперечності, які існують в капіталізмі між романтичним ідеалом любові і холодним миром економіки (Е. Іллоуц).

## Філософія любові на Сході
Дослідники-сходознавці та вчені, які займаються історико-філософськими студіями, що присвячені ідеї любові виділяють три основні типи культур (філософій) любові на Сході:
1) індійський ерос;
2) китайський ерос;
3) арабський ерос.
Індійський ерос
Однією з яскраво виражених особливостей уявлень про кохання в індійській культурі, на думку О. Шапінської, служить явне включення в нього сексуальності, що характерно і для індійського мистецтва в цілому. При оцінці цього факту зазвичай підкреслюється нормативність сексуальності в індійському та ряді інших товариств, що надає сексуальності в художній культурі естетизовано характер.
Поняття любові в індійській культурі, як би оточене ореолом сексуальності, дає багаті можливості для вивчення зв'язків чуттєвого і духовного досвіду. З'єднання духовного і чуттєвого почав характерно для відношення до любові в індійській традиції, яка розділяє життєве, чуттєве і духовне, естетичне переживання. Мистецтво стає силою, здатною подолати роз'єднаність людей, яка існує навіть в страсний екстатичної любові і є джерелом вічної незадоволеності люблячих. Любовна тема є одним із стійких компонентів індійської культури, причому вона завжди трактується на естетичному рівні, оскільки поняття любові і краси нерозривно пов'язані як в естетичній рефлексії, так і в художній практиці.
Найповнішу розробку тема любові як естетичної категорії, пов'язаної з категорією прекрасного, отримала в філософсько-естетичних навчаннях, які почали оформлятися в перші століття до н. е. У «Натья шастри», трактаті з мистецтва драми, музики і танцю, автором якої вважається легендарний мудрець Бхарата, велике місце приділено природі людських емоцій і їх подання у сценічному дійстві. З восьми основних людських почуттів, виділених в «Натья Шастра» (любов, сміх, сум, гнів, мужність, страх, відраза, подив), любові («шрінгара») відводиться чільне місце.
Зв'язаність понять «любов» і «краса» відображена в санскритському терміні «шрінгара», в якому присутня сенс як естетичної емоції любові, так і прикраси, процесу створення краси.
Китайська філософія любові
На відміну від деяких гедоністичних індійських концепцій, орієнтованих переважно на індивідуальну насолоду, китайська еротологія, на думку російського сінолога А. Кобзева, надзвичайно раціоналістична. Тут все зважено, вивірене, регламентовано, розкладено по поличках, причому в основі всіх цих приписів і класифікацій лежать не випадкові ситуативні моменти, а релігійно-філософські уявлення та тісно пов'язані з ними норми збереження здоров'я і довголіття. Якщо скористатися фрейдистським протиставленням принципу реальності та принципу задоволення, то доведеться сказати, що китайська еротологія орієнтована не на принцип задоволення, а на принцип користі, причому користі виключно для чоловіків.
Філософія любові: арабський контекст

## Російська філософія любові
Традиційним прагненням мислителів, яких прийнято відносити до представників російської релігійної філософії XIX—XX століть (В. Соловйов, П. Флоренський, М. Федоров, І. Ільїн, М. Бердяєв), вважається пошук підстав для виправдання людського буття. Таким початком, виступає така онтологічна сила, як любов. Філософія любові виявляється одночасно і етикою, і естетикою, і психологією, і розумінням божественного. Синкретизм — одна з характерних особливостей російської філософії любові. З точки зору російських релігійних філософів, любов є однією з найважливіших категорій феномена духовності і виступає як найефективніший засіб розкриття людської сутності.
У В. Соловйова любов є розквіт і напруга індивідуального життя людини, вона розумна і оформлена, любов — це творчий процес самовдосконалення особистості, це засіб утвердження індивідуальності в людині — з одного боку, а, з іншого боку, — повне викорінення егоїзму, вона зберігає рівність між люблячим і коханим, змушує нас визнати за іншим істинне значення, яке до любові було тільки в нас. Любов у всіх своїх проявах служить для творення, з'єднання з двох істот якогось вищого єдності, це-засіб одухотворення, перетворення людини, це — основа, на якій має бути побудовано все соціальне буття людини, і насамперед моральна життя людей; вона базується на вірі і виступає життєвим початком відновлення «образу Божого» в матеріальному світі, тому любов здатна привести до такого преображення людини тільки в тому випадку, якщо вона освячена Божественною благодаттю. Любов — дар Божий, виник він природно, але до Бога цей дар повинен дотягнутися через святість, духовність, моральність, в силу цього кохання є дороговказ у Боже Царство, це сила, яка об'єднує людей.
У М. Бердяєва любов індивідуальна, інтимна, вона скасовує егоїзм в людині, і в той же самий час духовно підносить особистість, любов може бути еротична (висхідна) і каритативной (низхідна), вона має метафізичну, космічну природу. Любов — явище асоціальне, вона не має ніякого відношення до роду, це творчість, свобода і радість, любов не може бути послухом — це політ. Любов перетворює світ, вона є безсмертя, вища зміст життя. Любов до особистості кожного, до всіх оточуючих можлива через образ Божий, тобто веде в Царство Боже.